# Sie nannten ihn Gringo
Sie nannten ihn Gringo  is een Duits-Spaanse western uit 1965 onder regie van Roy Rowland. De hoofdrollen worden vertolkt door Götz George en Alexandra Stewart. In de Engelstalige wereld werd de film uitgebracht onder de titel Man Called Gringo.

## Verhaal
In het grensstadje Silver Springs wil advocaat Ken Denton wraak nemen op rancher Sam Martin omdat hij jaren geleden Dentons vader heeft vermoord. Hij geeft Martins vermiste zoon Gringo de opdracht om samen met een groep outlaws de rancher van zijn land te verjagen of hem te doden. De gouverneur stuurt agent Mace Carson naar Silver Springs om orde op zaken te stellen. Nadat hij zichzelf heeft bewezen in een confrontatie met Gringo en enkele van zijn mannen, wordt hij door de inwoners van Silver Springs tot sheriff gekozen. In die hoedanigheid kan hij de ware toedracht blootleggen. Uiteindelijk offert Gringo zichzelf op voor zijn vader.

## Rolverdeling
| Acteur             | Personage    |
| ------------------ | ------------ |
| Götz George        | Mace Carson  |
| Alexandra Stewart  | Lucy Walton  |
| Helmut Schmid      | Ken Denton   |
| Sieghardt Rupp     | Reno         |
| Dan Martin         | Gringo       |
| Silvia Solar       | Kate Rowland |
| Peter Tordy        | Sam Martin   |
| Hugo Pimentez      | Mac          |
| Franco Lantieri    | Tinnie       |
| Valentino Macchi   | Tim Walton   |
| Hilario Fuertes    | Dave Walton  |
| Julio César Semper | Pecos        |